# فلورا (اسطوره)

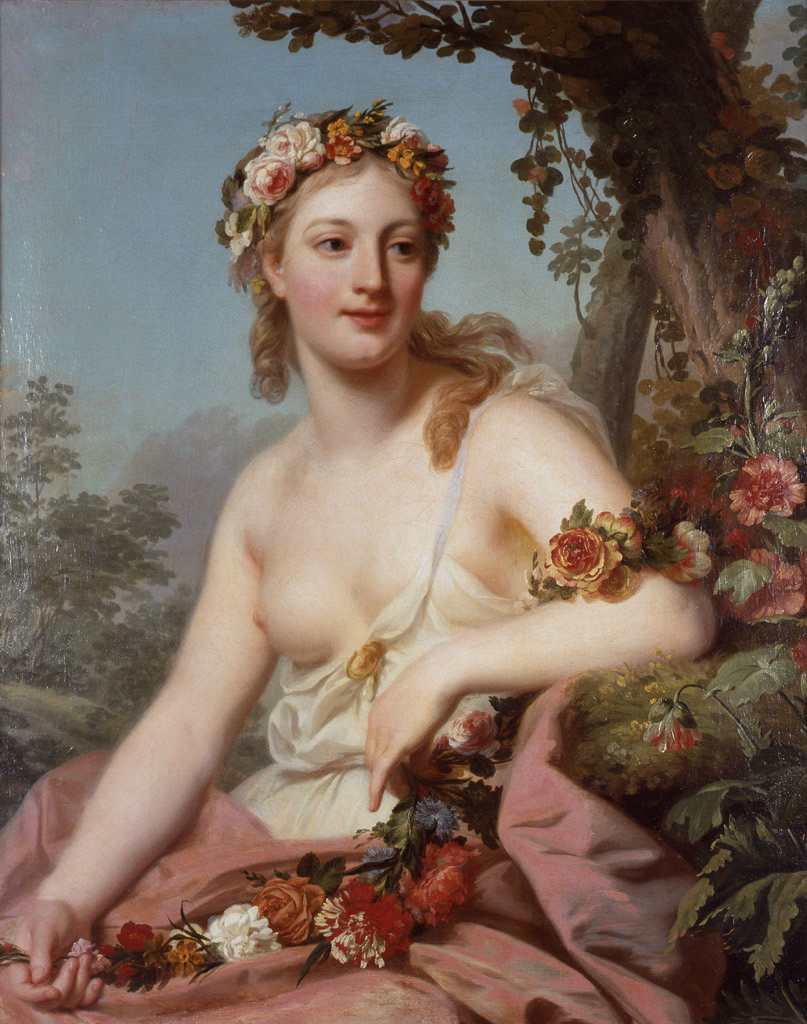
هبه یا فلورا، ایزدبانوی بهار و گل‌ها

در اساطیر رومی، فلورا الهه یا ایزدبانوی گل‌ها و همچنین ایزدبانوی فصل بهار بود. اگرچه این الهه یکی از چهره‌های نسبتاً جزئی و نه چندان با اهمیت در اساطیر رومی به نظر می‌آید، اما با این وجود نام او، همواره در میان الهه گان باروری و به عنوان یکی از چند الهه وفور و برکت و فراوانی ذکر می‌شود، و ارتباط او با گل‌ها و بهار، به وی در آستانه آمدن این فصل اهمیتی خاص می‌بخشد. جشنواره مربوط به فلورا، که به فلورالیا مشهور است، در ماه آوریل یا اوایل ماه مه برگزار می‌شد و نماد تجدید چرخه زندگی، نوشیدن و شادخواری، و گل‌ها بود. معادل فلورا در اساطیر یونانی، چلوریس بود. فلورا با فاوونیوس، ایزد باد ازدواج کرده بود، و با هرکول نیز همراه و همدم بود. نام او از کلمه لاتینی "flos" مشتق شده‌است، که به معنی «گل» می‌باشد. در انگلیسی مدرن نیز، فلورا به معنای گل‌ها و گیاهان موجود در یک منطقه یا دوره خاص به کار برده می‌شود[همان: گیاگان در فارسی].
فلورا، بیشتر از میزانی که در روم باستان مورد بهره و توجه قرار داشت، در میان نقاشی‌ها و مجسمه‌ها و طرح‌های برجسته‌ای که توسط اومانیست‌های عصر رنسانس خلق شده‌اند، و به ویژه در آثار مربوط به سبک نئوپاگانیسم که نهضتی در جهت احیای دوران باستان بود، به طرز برجسته و شاخصی به چشم می‌خورد.
به جز او و پس از او، یکی از پریان افسانه‌ای در داستان مشهور زیبای خفته، همنام با این الهه، به نام فلورا خوانده شده‌است [یکی از سه پری در افسانه زیبای خفته].

## شرح دیگر
فلورا، خدابانویی شگفت‌انگیز بود که کاهنی ویژه داشت. کاهن ویژه فلورا یکی از دوازده فلامن بود. وی به همراه کاهنانی دیگر، مراسم ویژه فلورا را برگزار می‌کردند. جشن آئینی خاص فلورا، فلورالیا نام داشت.
روسپیان نیز در جشن فلورا (فلورالیا) شرکت می‌جستند و فلورا نزد فواحش از محبوبیت خاصی برخوردار بود.

## نگارخانه

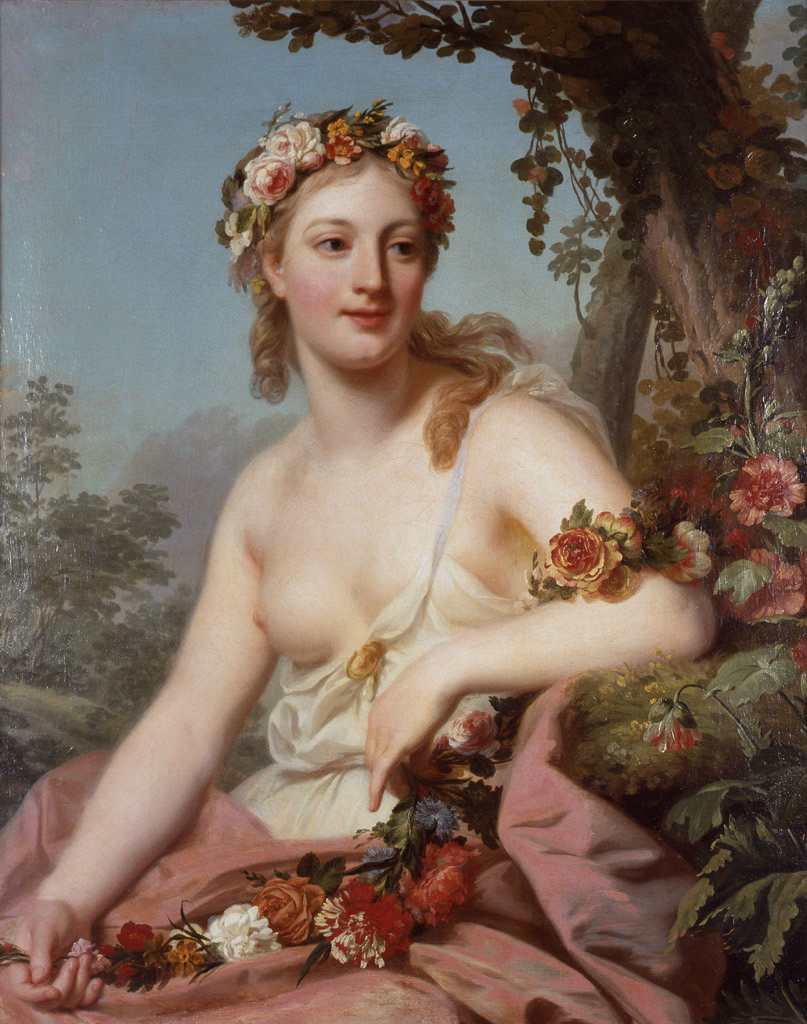
فلورا یا هبهالکساندر رزلین
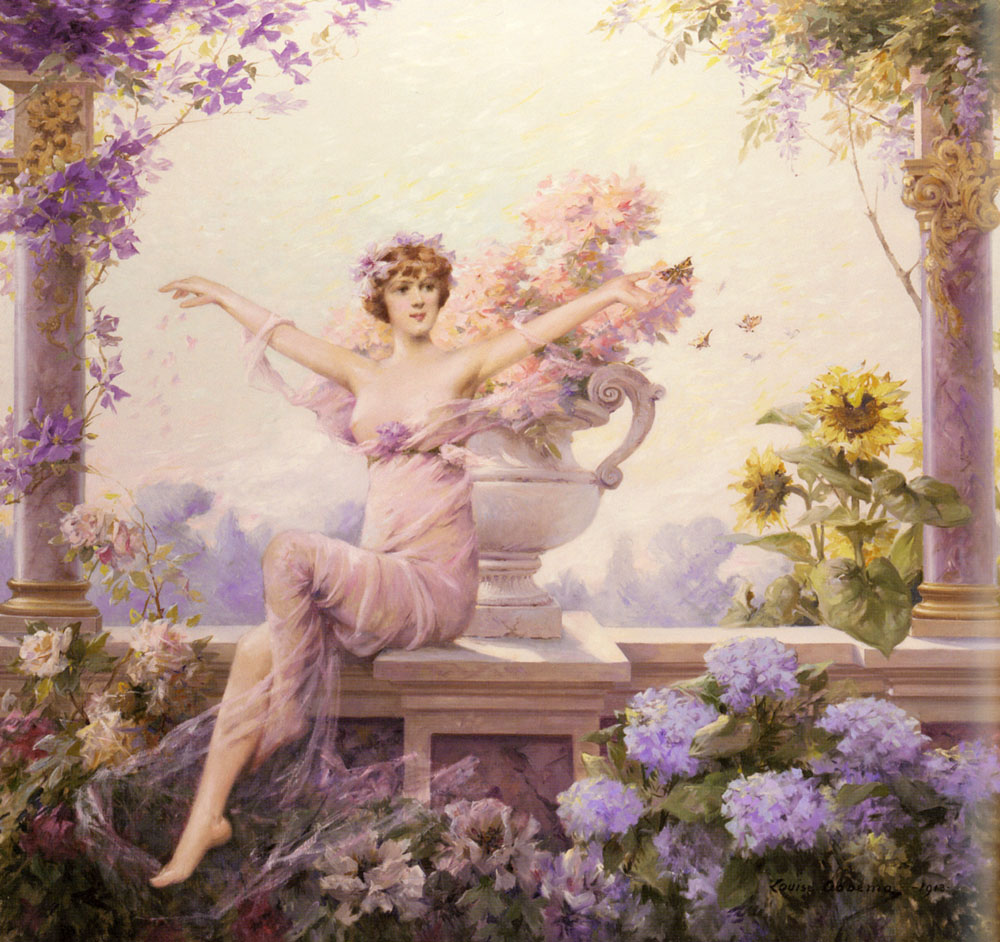
فلوراLouise Abbéma 1913
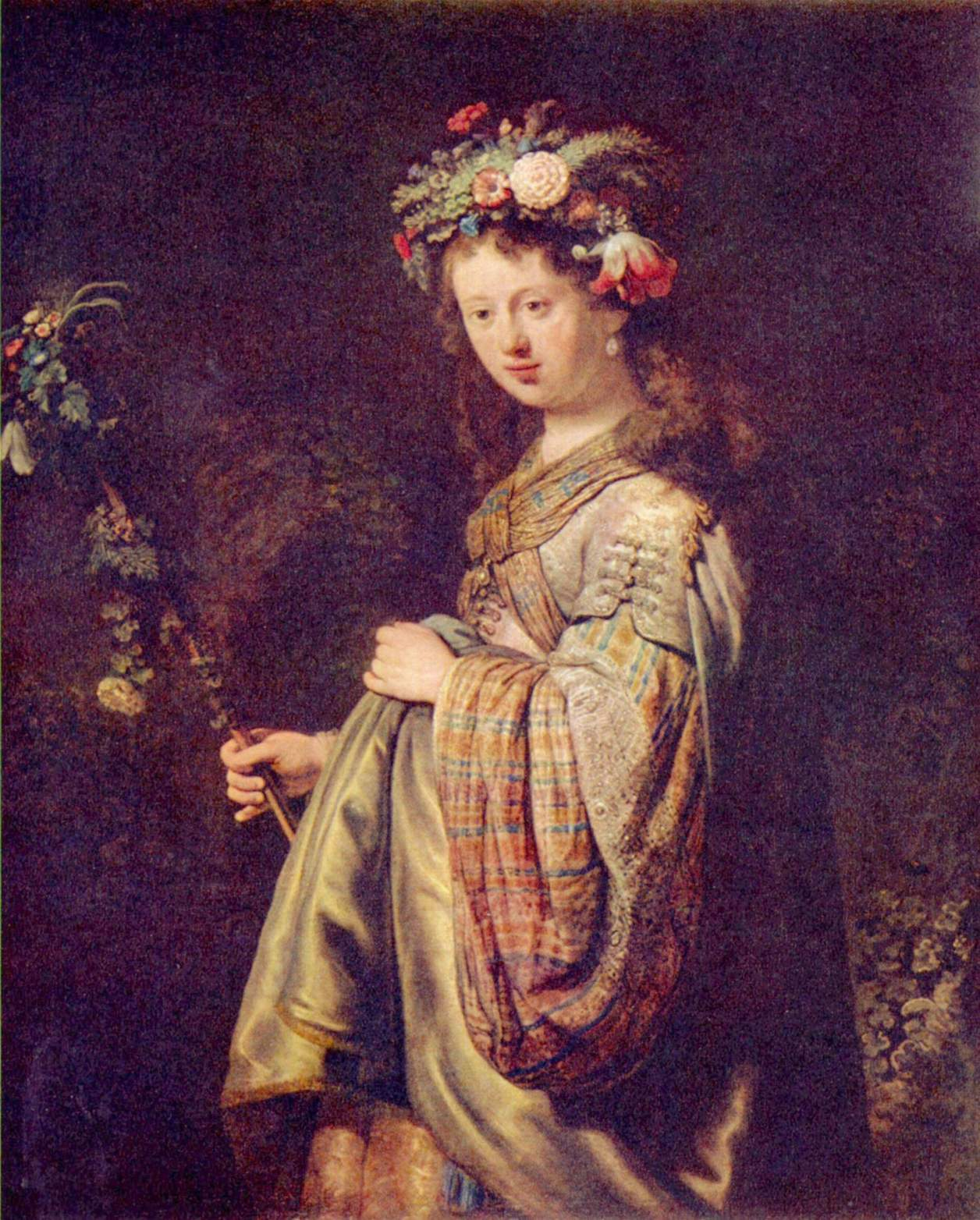
توصیفی از الهه فلورا رامبرانت،  ۱۶۳۴
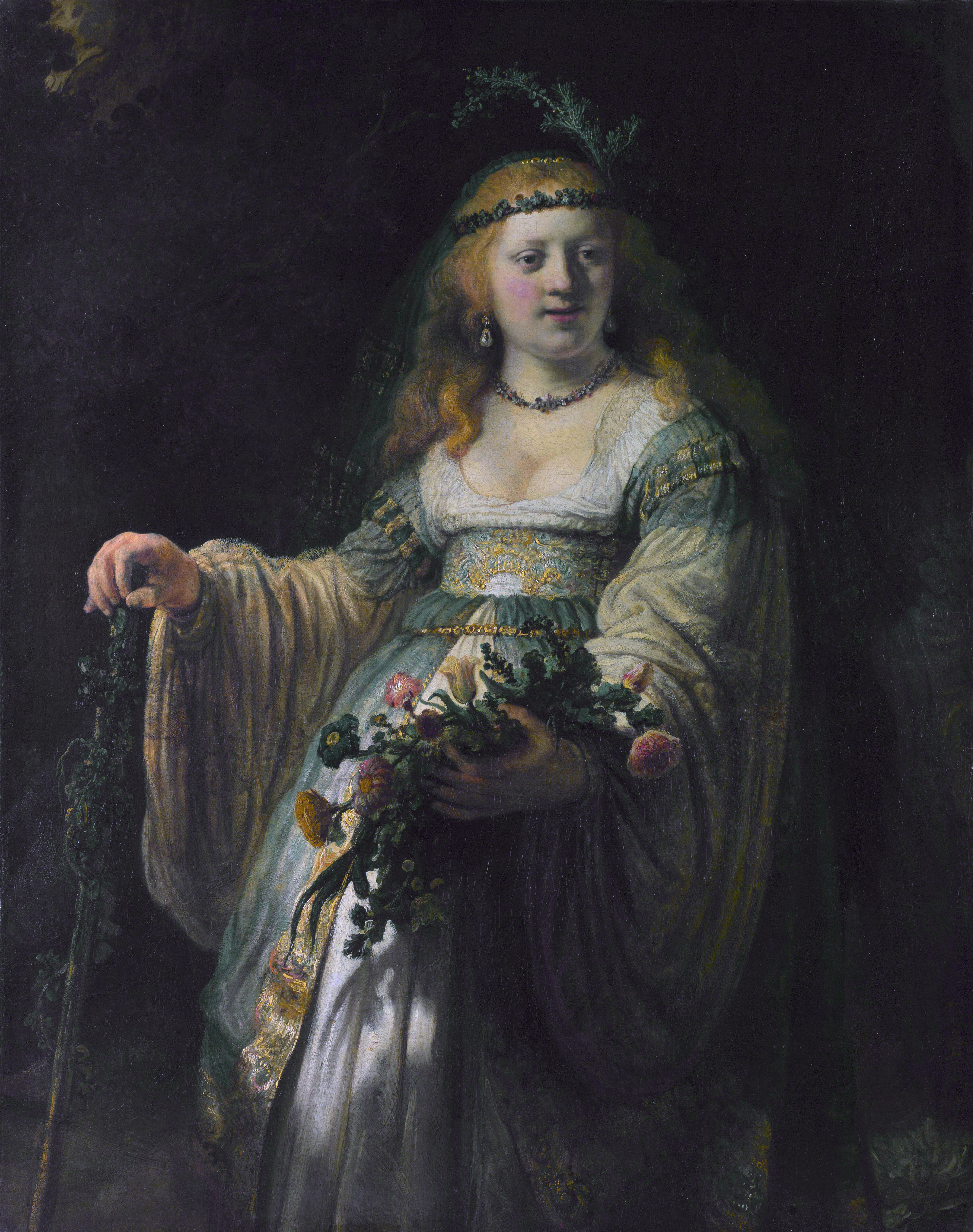
پرتره‌ای از فلورا رامبرانت،  ۱۶۳۵
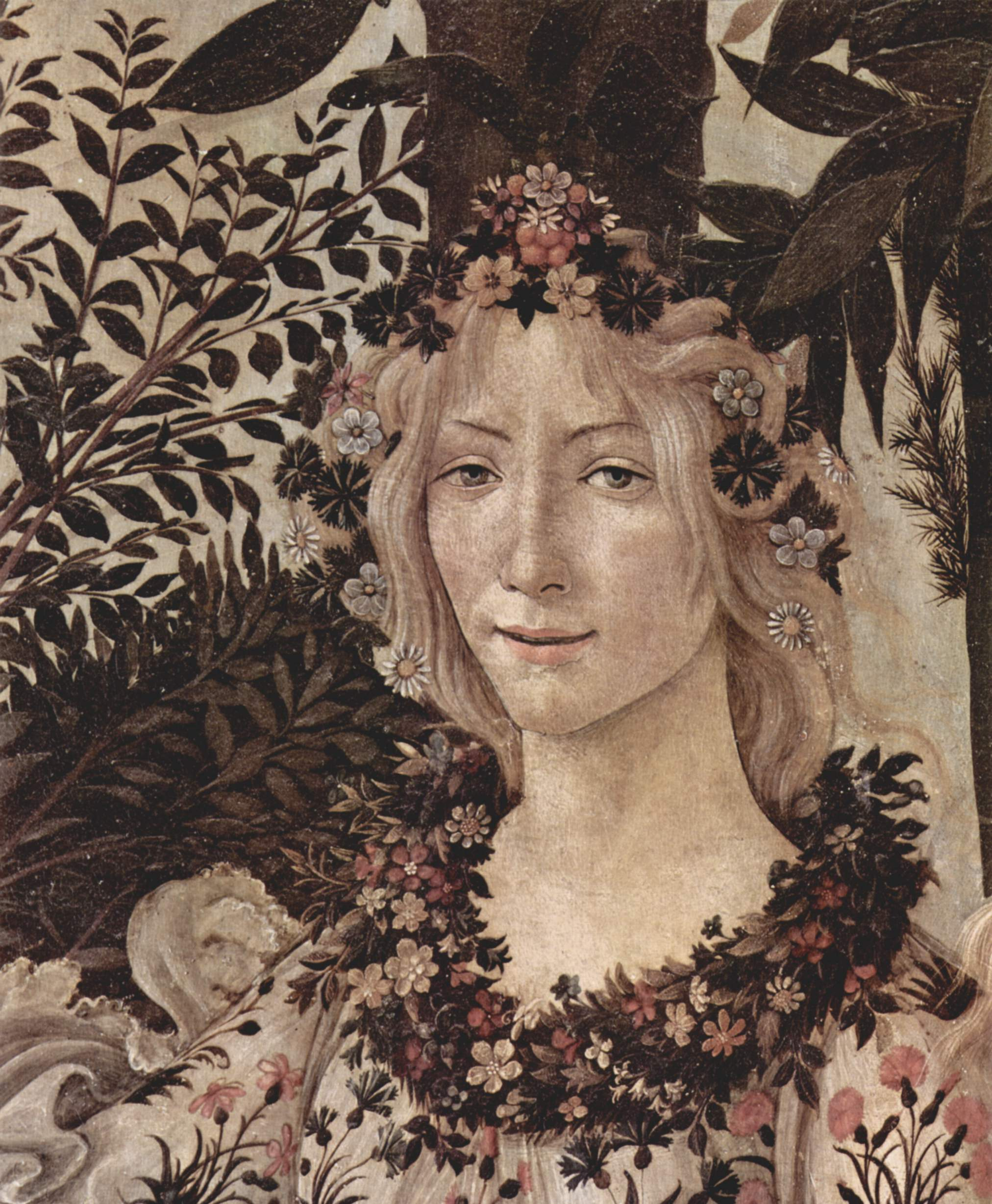
جزئیات فلورا، نقاشی از Primavera by Botticelli, c. 1482
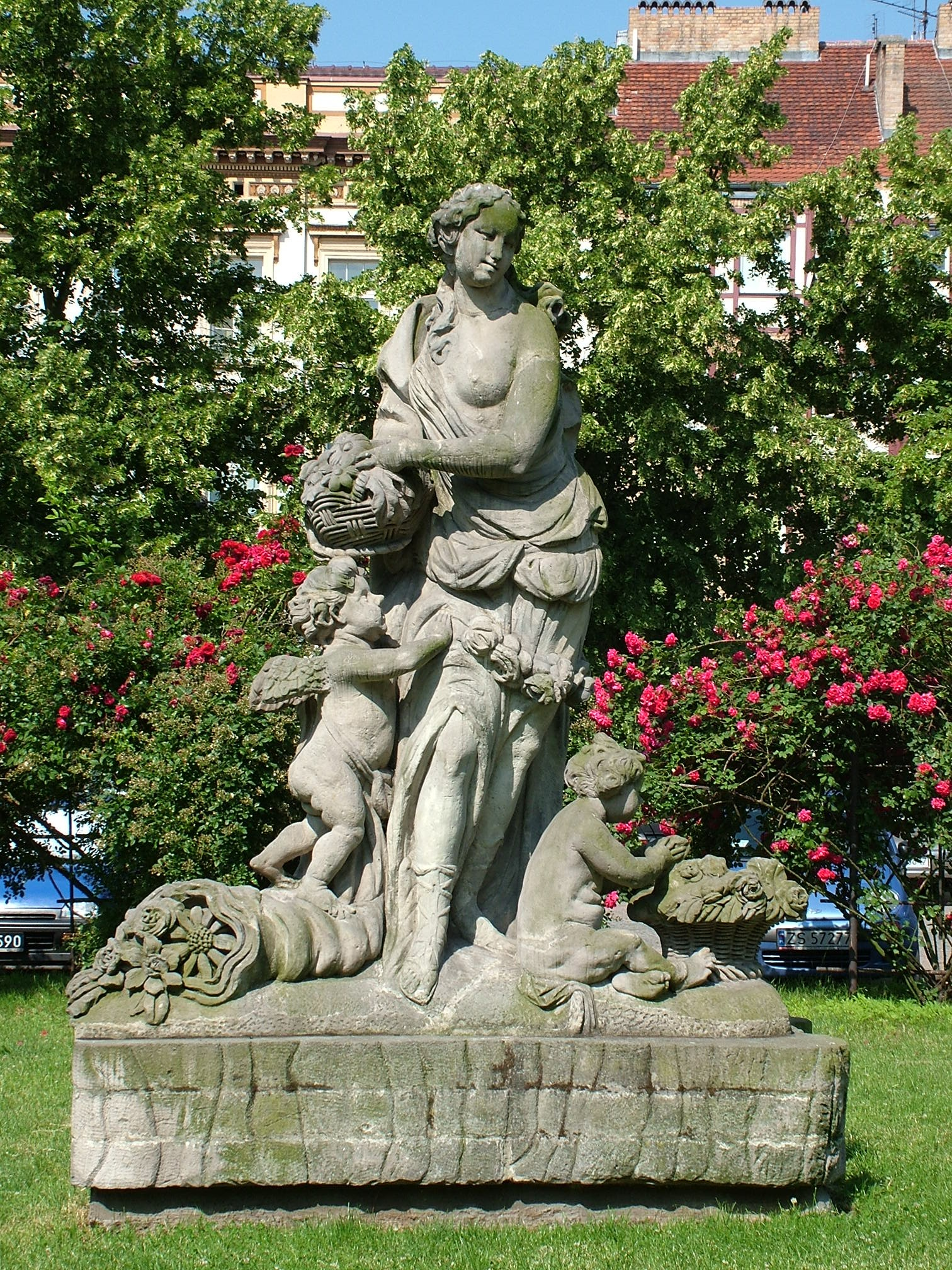
بنای تاریخی فلورا در شچچین،  لهستان